# 多裂骆驼蓬
多裂骆驼蓬（学名：Peganum multisectum）为蒺藜科骆驼蓬属下的一个种。